# テトラヒドロフラン
テトラヒドロフラン（英: tetrahydrofuran、THF）は、飽和の5員環に酸素を1つ含んだ環状エーテル化合物である。常温・常圧では芳香を持つ無色の液体である。別名テトラメチレンオキシド、オキソラン、オキサシクロペンタン。

## 特徴
自由に水と混和し、多くの有機化合物・高分子を溶解するので溶媒としてよく使用される。引火点が −14.5 °Cと低く、日本では消防法により危険物第四類（第一石油類 危険等級2 水溶性）に指定されている。
空気中の酸素と反応して徐々に過酸化物を生成するので、長期保存したものを蒸発乾固させることは危険である。市販品には酸化を防ぐため安定化剤を含むものがあるが、安定化剤除去・水分除去などの目的で蒸留精製する際にも蒸発乾固させてはいけない。
酸素の配位性を利用して、ルイス酸や金属イオンの配位子とされる。ボランとの錯体 (BH3•THF) は安定で、溶液が市販されている。

## 製造
THFは年間およそ20万トンが生産されている。最も広く用いられている工業的な生産方法には1,4-ブタンジオールの酸触媒脱水が含まれ、それはエタノールからのジエチルエーテルの製造と同種の方法である。原料の1,4-ブタンジオールは、アセチレンとホルムアルデヒドとの縮合によって合成される1,4-ブチンジオールを水素化することで生成される。また、アリルアルコールのヒドロホルミル化反応によって生成した4-ヒドロキシブチルアルデヒドを水素化させることでも1,4-ブタンジオールが得られる。他に、デュポンが開発した製造法として、n-ブタンを酸化させることで粗無水マレイン酸を生成させ、次いでそれを水素化させることでTHFを得る方法も用いられる。
THFはフランの水素化によっても合成される。フランはペントースから合成されるためこの製造方法は再生可能資源を利用することができるが、この方法は広く用いられていない。

## 用途
溶媒のほか、開環重合によりポリテトラメチレンエーテルグリコール（ポリエーテル）製造の原料となる。また、酸化により、γ-ブチロラクトンに変えられる。

### 添加剤
2005年、水にテトラヒドロフランを0.1%ほど混ぜると、50気圧、7℃という穏やかな条件で安定な水素ハイドレートが生成することが報告された（通常では -24℃・2000気圧が必要）。しかしながら本結果は追試により確かめられていない。約4%（重量%）まで貯蔵可能とされる。